# إتابل
إتابل (بالفرنسية: Étaples-sur-Mer) هي بلدية تقع في إقليم باد كاليه من منطقة نور با دو كاليه في شمال فرنسا. تبلغ مساحة هذه المدينة 12.95 (كم²)، وترتفع عن سطح البحر 10 م، يبلغ عدد سكانها 11714 نسمة حسب إحصاء المعهد الوطني للإحصاء والدراسات الاقتصادية سنة 2009 م. وترأس Jean-Claude Baheux البلدية خلال فترة (2008-2014).

## توأمة
لإتابلس اتفاقيات توأمة مع:
- هوكيسفاغن

## أعلام
- جاك لوفيفر
- ويليام جونسون
- إميل دوبويس